# West Indies Cricket Team in Bangladesch in der Saison 2020/21
Die Tour des West Indies Cricket Teams nach Bangladesch in der Saison 2020/21 fand vom 20. Januar bis zum 14. Februar 2021 statt. Die internationale Cricket-Tour war Bestandteil der Internationalen Cricket-Saison 2020/21 und umfasste zwei Tests und drei ODIs. Die Tests waren Teil der ICC World Test Championship 2019–2021 und die ODIs waren Teil der ICC Cricket World Cup Super League 2020–2023. Bangladesch gewann die ODI-Serie 3–0, die West Indies die Test-Serie 2–0.

## Vorgeschichte
Die West Indies spielten zuvor eine Tour in Neuseeland, für Bangladesch ist es die erste Tour der Saison. Das letzte Aufeinandertreffen der beiden Mannschaften bei einer Tour fand in der Saison 2018/19 in Bangladesch statt.

## Stadien
Die folgenden Stadien wurden für die Tour als Austragungsort vorgesehen.
| Stadion                                | Stadt      | Kapazität | Spiele               |
| -------------------------------------- | ---------- | --------- | -------------------- |
| Zohur Ahmed Chowdhury Stadium          | Chittagong | 22.000    | 1. Test; 3. ODI      |
| Sher-e-Bangla National Cricket Stadium | Dhaka      | 26.000    | 2. Test; 1. & 2. ODI |

## Kaderlisten
Die West Indies benannten ihre Kader am 29. Dezember 2020.
Bangladesch benannte seinen ODI-Kader am 16. Januar 2021.
| Test | Test | ODI | ODI |
| Bangladesch | West Indies | Bangladesch | West Indies |
| --- | --- | --- | --- |
| - Mominul Haque (K) - Abu Jayed - Ebadot Hossain - Hasan Mahmud - Litton Das - Mehidy Hasan Miraz - Mohammad Mithun - Mushfiqur Rahim - Mustafizur Rahman - Najmul Hossain Shanto - Nayeem Hasan - Saif Hassan - Shadman Islam - Shakib Al Hasan - Soumya Sarkar - Taijul Islam - Tamim Iqbal - Taskin Ahmed - Yasir Ali | - Kraigg Brathwaite (K) - Jermaine Blackwood (VK) - Nkrumah Bonner - John Campbell - Rahkeem Cornwall - Joshua Da Silva - Shannon Gabriel - Kavem Hodge - Alzarri Joseph - Kyle Mayers - Shayne Moseley - Veerasammy Permaul - Kemar Roach - Raymon Reifer - Jomel Warrican | - Tamim Iqbal (K) - Afif Hossain - Hasan Mahmud - Litton Das - Mahedi Hasan - Mehidy Hasan Miraz - Mahmudullah - Mohammad Mithun - Mohammad Saifuddin - Mushfiqur Rahim - Mustafizur Rahman - Najmul Hossain Shanto - Rubel Hossain - Shakib Al Hasan - Shoriful Islam - Soumya Sarkar - Taijul Islam - Taskin Ahmed | - Jason Mohammed (K) - Sunil Ambris (VK) - Nkrumah Bonner - Joshua Da Silva - Jahmar Hamilton - Keon Harding - Chemar Holder - Akeal Hosein - Alzarri Joseph - Kyle Mayers - Andre McCarthy - Kjorn Ottley - Rovman Powell - Raymon Reifer - Romario Shepherd - Hayden Walsh Jr. |

## One-Day Internationals

### Erstes ODI in Dhaka
| 20. Januar Scorecard | Dhaka | West Indies 122 (32.2)            | – | Bangladesch 125-4 (33.5) |
|                      |       | Bangladesch gewinnt mit 6 Wickets |   |                          |

Bangladesch gewann den Münzwurf und entschied sich als Feldmannschaft zu beginnen. Nachdem die west-indischen Eröffnungs-Batter früh ausschieden erreichten Andre McCarthy 12 und Jason Mohammed 17 Runs. Daraufhin bildete sich eine Partnerschaft zwischen Kyle Mayers und Rovman Powell. Powell schied nach 28 Runs aus und Mayers nach 40, was zu einer Vorgabe von 123 Runs führte. Beste bangladeschische Bowler waren Shakib Al Hasan mit 4 Wickets für 8 Runs und Hasan Mahmud mit 3 Wickets für 28 Runs. Nachdem Eröffnungs-Batter Litton Das 14 Runs erreicht hatte, konnte sein Partner Tamim Iqbal zusammen mit Shakib Al Hasan eine Partnerschaft aufbauen. Iqbal schied nach 44 Runs aus und wurde gefolgt durch Mushfiqur Rahim. Al Hasan verlor sein Wicket nach 19 Runs und Rahim konnte dann die Vorgabe ebenfalls mit 19* Runs einholen. Bester west-indischer Bowler war Akeal Hosein mit 3 Wickets für 26 Runs. Als Spieler des Spiels wurde Shakib Al Hasan ausgezeichnet.

### Zweites ODI in Dhaka
| 22. Januar Scorecard | Dhaka | West Indies 148 (43.4)            | – | Bangladesch 149-3 (33.2) |
|                      |       | Bangladesch gewinnt mit 7 Wickets |   |                          |

Die West Indies gewannen den Münzwurf und entschieden sich als Schlagmannschaft zu beginnen. Von den Eröffnungs-Battern erzielte Kjorn Ottley 24 Runs. Nach dem Verlust mehrerer Wickets bildeten Jason Mohammed und Nkrumah Bonner eine Partnerschaft. Mohammed schied nach 11 Runs aus und Bonner nach 20. Der daraufhin folgende Rovman Powell konnte sich etablieren und an seiner Seite Alzarri Joseph 17 Runs erzielen. Powell verlor dann nach 41 Runs das letzte Wicket des Teams und sein Partner Akeal Hosein erreichte bis dahin 12* Runs. Bester bangladeschischer Bowler war Mehidy Hasan Miraz mit 4 Wickets für 25 Runs. Für Bangladesch bildeten die Eröffnungs-Batter Litton Das und Tamim Iqbal eine erste Partnerschaft. Das schied nach 22 Runs aus und wurde durch Najmul Hossain Shanto gefolgt der 17 Runs erreichte. Der hineinkommende Shakib Al Hasan bildete mit Iqbal dann eine Partnerschaft. Iqbal schied nach einem Fifty über 50 Runs aus, während Al Hasan dann die Vorgabe mit 43* runs einholen konnte. Die west-indischen Wickets erzielten Raymon Reifer, Jason Mohammed und Akeal Hosein. Als Spieler des Spiels wurde Mehidy Hasan Miraz ausgezeichnet.

### Drittes ODI in Chittagong
| 25. Januar Scorecard | Chittagong | Bangladesch 297-6 (50)           | – | West Indies 177 (44.2) |
|                      |            | Bangladesch gewinnt mit 120 Runs |   |                        |

Die West Indies gewannen den Münzwurf und entschieden sich als Feldmannschaft zu beginnen. Für Bangladesch etablierte sich Eröffnungs-Batter Tamim Iqbal. An seiner Seite erzielte Najmul Hossain Shanto 20 Runs und wurde durch Shakib Al Hasan gefolgt. Iqbal verlor sein Wicket nach einem Half-Century über 64 Runs und wurde ersetzt durch Mushfiqur Rahim. Al Hasan schied dann nach 51 Runs aus und der hineinkommende Mahmudullah bildete dann mit Rahim eine weitere Partnerschaft. Rahim schied nach 64 Runs aus, während Mahmudullah das Innings ungeschlagen mit ebenfalls 64* Runs beendete. Beste Bowler der West Indies waren Alzarri Joseph mit 2 Wickets für 48 Runs und Raymon Reifer mit 2 Wickets für 61 Runs. Für die West Indies erzielte Eröffnungs-Batter Sunil Ambris 13 Runs, bevor sich der dritte Schlagmann Nkrumah Bonner etablierte. An dessen Seite erreichten Kyle Mayers 11 und Jason Mohammed 17 Runs, bevor er selbst nach 31 Runs ausschied. Daraufhin bildete sich eine Partnerschaft zwischen Rovman Powell und Raymon Reifer. Powell schied nach 47 Runs aus und nachdem an der Seite von Reifer Alzarri Joseph 11 Runs erreichte, verlor Reifer das letzte Wicket nach 27 Runs. Bester bangladeschischer Bowler war Mohammad Saifuddin mit 3 Wickets für 51 Runs. Als Spieler des Spiels wurde Mushfiqur Rahim ausgezeichnet.

## Tests

### Erster Test in Chittagong
| 3. – 7. Februar Scorecard | Chittagong | Bangladesch 430 (150.2) & 223-8d (67.5) | – | West Indies 259 (96.1) & 395-7 (127.3) |
|                           |            | West Indies gewinnt mit 3 Wickets       |   |                                        |

Bangladesch gewann den Münzwurf und entschied sich als Schlagmannschaft zu beginnen. Für Bangladesch konnte sich zunächst Shadman Islam etablieren. Er wurde unter anderem begleitet von Najmul Hossain Shanto mit 25 Runs und Kapitän Mominul Haque mit 26 Runs. Als Islam ausschied, konnte Mushfiqur Rahim mit Shakib Al Hasan Bangladesch stabilisieren. Rahim verlor nach 38 Runs sein Wicket und wurde durch Liton Das ersetzt, der mit Al Hasan den Tag beim Stand von 242/5 beendete. Am zweiten Tag schied zunächst Das nach 38 Runs aus und wurde gefolgt von Mehidy Hasan Miraz. Al Hasan verlor sein Wicket nach 68 Runs und Miraz konnte mit den Verbliebenen Batsmen, von denen Nayeem Hasan mit 24 Runs der erfolgreichste war Bangladesch in eine gute Position bringen. Miraz erzielte sein Century mit 103 Runs aus 168 Bällen und mit dem Verlust seine Wickets war das Innings beendet. Bester Bowler der West Indies war Jomel Warrican mit 4 Wickets für 133 Runs. In der Antwort der West Indies war es Kapitän Kraigg Brathwaite, der sich etablieren konnte, der jedoch bis zum Tagesende keinen Batsman fand der ihn maßgeblich unterstützen konnte. Am zweiten Tag war es Kyle Mayers der Brathwaite über längere Zeit begleiten konnte. Brathwaite erzielte 76 Runs und wurde durch Jermaine Blackwood ersetzt. Nachdem Mayers mit 40 Runs sein Wicket verloren hatte, konnte Blackwood zusammen mit dem neu hineinkommenden Joshua Da Silva die West Indies vom Follow-on bewahren. Innerhalb von zwei Overn schieden Da Silva mit 43 Runs und Blackwood mit 68 Runs aus, was genügte um das Follow-on zu verhindern, jedoch das Innings mit einem Rückstand von 171 Runs beendete. Bester Bowler für Bangladesch war Mehidy Hasan Miraz mit 4 Wickets für 58 Runs. Bangladesch verlor drei frühe Wickets, bevor sich Mominul Haque etablieren konnte und der Tag mit 47/3 endete. Am vierten Tag konnte Haque zusammen mit Liton Das das Innings stabilisieren. Beide verloren innerhalb von zwei Overn ihr Wicket, wobei Das 69 Runs und Haque mit 115 Runs in 182 Bällen ein Century erzielte. Nachdem weitere Wickets in kurzen Abständen fielen entschloss sich Bangladesch das Innings mit einem Vorsprung von 395 Runs zu deklarieren. Beste Bowler für die West Indies waren Jomel Warrican mit 3 Wickets für 57 Runs und Rahkeem Cornwall mit 3 Wickets für 81 Runs. Die west-indischen Eröffnungs-Batsman Kraigg Brathwaite und John Campbell verloren mit 20 und 23 Runs ihre Wickets. Erst Nkrumah Bonner und Kyle Mayers konnten sich etablieren und den Tag beim Stand von 110/3 beenden. Am fünften und letzten Tag hielten die beiden Batsmen die West Indies im Spiel und konnten zusammen ein Partnership von 216 Runs erzielen. Bonner verlor mit 86 Runs beim Stand von 275/4 sein Wicket, und die West Indies hatten noch immer einen Rückstand von 120 Runs. Mayers konnte jedoch im Spiel verbleiben, Joshua Da Silva half ihm mit 20 Runs, und so gelang es den West Indies dennoch das Spiel noch zu gewinnen. Mayers hatte am Ende mit ungeschlagene 210* Runs aus 310 Bällen ein Double-Century bei seinem Test-Debüt erzielt. Bester Bowler für Bangladesch war Mehidy Hasan Miraz mit 4 Wickets für 113 Runs. Als Spieler des Spiels wurde Kyle Mayers ausgezeichnet.

### Zweiter Test in Dhaka
| 11. – 14. Februar Scorecard | Dhaka | West Indies 409 (142.2) & 117 (52.5) | – | Bangladesch 296 (96.5) & 213 (61.3) |
|                             |       | West Indies gewinnt mit 17 Runs      |   |                                     |

Die West Indies gewannen den Münzwurf und entschieden sich als Schlagmannschaft zu beginnen. Die Eröffnungs-Batsmen Kapitän Kraigg Brathwaite und John Campbell konnten mit 47 bzw. 36 Runs die West Indies ins Spiel bringen. Sie wurden gefolgt von Nkrumah Bonner, der sich etablieren konnte und zunächst zusammen mit Jermaine Blackwood sich längere Zeit hielt. Blackwood schied mit 28 Runs aus und wurde gefolgt von Joshua Da Silva. Bonner und Da Silva beendeten den Tag für die West Indies beim Stand von 223/5. Am zweiten Tag verlor zunächst Blackwood nach 90 Runs sein Wicket und wurde durch Alzarri Joseph ersetzt. Da Silva und Joseph erzielten ein Partnership über 118 Runs, bevor Da Silva nach 92 Runs ausschied. Ein Over später verlor auch Joseph sein Wicket nach 82 Runs und da sie verbliebenen Batsman keinen wichtigen Beitrag leisten konnten, endete das Innings nach 409 Runs. Beste Bowler für Bangladesch waren Abu Jayed mit 4 Wickets für 98 Runs und Taijul Islam mit 4 Wickets für 108 Runs. In der Antwort Bangladeschs konnte sich zunächst nur Tamim Iqbal von den Eröffnungs-Schlagmännern etablieren. Kapitän Mominul Haque konnte 21 Runs mit ihm zusammen erzielen, aber als dieser sein Wicket verlor, verlor im Over darauf auch Iqbal mit 44 Runs sein Wicket. Mushfiqur Rahim war der nächste Spieler, der sich etablierte, und der Tag endete beim Stand von 105/4. Am dritten Tag vollendete Rahim sein Half-Century über 54 Runs. Er wurde gefolgt von Liton Das und Mehidy Hasan Miraz, die mit 71 bzw. 57 Runs die mit ihren Runs das Follow-on verhinderten und Bangladesch zu einem Rückstand von 113 Runs verhalfen. Bester Bowler für die West Indies war Rahkeem Cornwall mit 5 Wickets für 74 Runs. Die West Indies hatten zu Beginn ihres zweiten Innings große Probleme. Von den Eröffnungs-Schlagmännern konnte nur John Campbell 18 Runs erzielen und erst mit Nkrumah Bonner am Schlag konnte das Inning etwas stabilisiert werden und der Tag endete beim Stand von 41/3. Am vierten Tag fielen die Wickets ebenfalls in schneller Abfolge. Joshua Da Silva konnte neben Bonner 20 Runs erzielen, jedoch war abseits von ihm kein Batsman mehr in der Lage mehr als 10 Runs zu erzielen. Bonner schied mit 38 Runs aus und das Innings endete mit einem Vorgabe von 231 Runs für Bangladesch. Beste Bowler für Bangladesch waren Taijul Islam mit 4 Wickets für 36 Runs und Nayeem Hasan mit 3 Wickets für 34 Runs. Für Bangladesch konnten sich zunächst Tamim Iqbal etablieren, dem mit 50 Runs ein Half-Century gelang. Ihm folgte Mominul Haque mit 26 Runs, der kurze Zeit mit Liton Das das Innings stabilisieren konnte. Nachdem Das mit 22 Runs ausgeschieden war, war Mehidy Hasan Miraz der letzte Batsman der die Chance hatte den Rückstand noch aufzuholen. Dieser verlor jedoch in der Extra-Zeit des Tages nach 31 Runs sein Wicket und damit unterlag Bangladesch mit einem Rückstand von 17 Runs. Die erfolgreichsten Bowler für die West Indies Waren Rahkeem Cornwall mit 4 Wickets für 105 Runs und Kraigg Brathwaite (für 25 Runs) und Jomel Warrican (für 47 Runs) mit jeweils 3 Wickets. Als Spieler des Spiels wurde Rahkeem Cornwall ausgezeichnet.

## Auszeichnungen

### Player of the Series
Als Player of the Series wurden der folgende Spieler ausgezeichnet.
| Serie | Player of the Series |
| ----- | -------------------- |
| Test  | Nkrumah Bonner       |
| ODI   | Shakib Al Hasan      |

### Player of the Match
Als Player of the Match wurden die folgenden Spieler ausgezeichnet.
| Spiel   | Player of the Match |
| ------- | ------------------- |
| 1. Test | Kyle Mayers         |
| 2. Test | Rahkeem Cornwall    |
| 1. ODI  | Shakib Al Hasan     |
| 2. ODI  | Mehidy Hasan Miraz  |
| 3. ODI  | Mushfiqur Rahim     |